# Jan Evangelista Purkyně
Jan Evangelista Purkyně (scris și Johannes Evangelist Purkinje) (n. 17 decembrie 1787 - d. 28 iulie 1869) a fost un anatomist și fiziolog ceh. Acest cercetător al fiziologiei umane s-a născut la Libochowitz, în Boemia, departe de capitalele enciclopediste ale vremii. Toate contribuțile sale în fiziologie și oftalmologie sunt astfel mai degrabă meritul său personal, iar nu efectul vreunei emulații de grup sau al unui Zeitgeist. Printre acestea pot fi menționate următoarele:
- Fenomenul de adaptare a vederii la întuneric (efectul Purkinje);
- Protoplasma lui Purkinje (el a inventat termenul protoplasmă);
- Fenomenul de post-imagine (persistență a vederii);
- Figurile pupilare ale lui Purkinje - eponim echivalent: oglindirile corneene ale lui Sanson;
- Figurile entoptice cum ar fi arborele lui Purkinje;
- Fibrele lui Purkinje din rețeaua țesutului nodal al inimii;
- Neuronii lui Purkinje;
- Stratul neuronilor corticali cerebelari eponim;
- Dermatoglifele lui Purkinje.

Originea boemă a lui Purkinje nu este doar o glumă, deoarece caracterului acestui plimbăreț nocturn prin câmpurile de flori ale Boemiei îi datorăm intuiția existenței a două sisteme de vedere, aceea a conurilor și aceea a bastonașelor. Johann (Jan) Evangelista Purkinje, născut la 17 decembrie 1787, a murit în Boemia natală la 28 iulie 1869. Amprentele digitale, descoperite tot de el, rămân cea mai pertinentă metodă de identificare până azi. În ultimii ani însă biometria irină câștigă teren ca metodă de identificare personală.  